# 클로드 출스
클로드 스탠리 출스(영어: Claude Stanley Choules /ˈʃuːlz/;, 1901년 3월 3일 ~ 2011년 5월 5일)는 잉글랜드에서 태어나서 오스트레일리아 퍼스에서 근무한 군인이다. 그의 죽음 당시 그는 제1차 세계 대전 참전 용사 중 가장 나이가 많은 인물이었다. 그는 1915년부터 1926년까지 영국 해군에서 복무했고, 오스트레일리아로 이주한 이후 왕립 오스트레일리아 해군에서 1926년부터 1956년까지 고급하사관으로 복무했으며 귀화한 오스트레일리아인이었다. 그는 1919년 대양함대 자침을 목격한 마지막 군인 목격자이자 양차 대전에서 모두 복무한 마지막 생존자였다. 그의 죽음 당시, 그는 세계에서 3번째로 나이가 많은 양차 대전 참전 용사였으며, 오스트레일리아에서 가장 오래 산 사람으로 알려졌었다. 그는 세계에서 7번째로 오래 산 사람이었다. 출스는 2010년 6월 21일 스탠리 루카스의 뒤를 이어서 영국에서 태어난 사람 중 가장 오래 산 사람이 되었다. 출스는 110세의 나이로 사망했다. HMAS 출스 (L100)는 그의 이름을 따 명명되었으며, 이 전함은 항해사의 이름을 따 붙여진 함명 중 두 번째 경우였다.

## 어린 시절
클로드 출스는 1901년 3월 3일 우스터셔주의 퍼쇼어에서 태어났으며, 근처에 살던 와이레 피들에 의해 길러졌다. 해리와 마델린 사이의 아들이었던 클라우드는 7형제 중 한 명으로, 그의 형제자매 중 2명은 어린 나이에 죽었다. 더글라스, 레실, 필리스와 그웬돌린이 살아남은 형제자매였다. 그의 어머니는 클로드가 5살일 때 집을 떠나 여배우로서 무대에 복귀했고, 그와 그의 형들은 아버지가 양육했다. 클로드의 누나 필리스는 삼촌과 함께 살았으며, 그웬돌린은 이모에게 입양되었다. 클로드와 그의 형들은 퍼쇼어 국립소년학교에 들어갔지만, 1911년 더글러스와 레실은 웨스턴오스트레일리아로 이주했다.
제1차 세계 대전이 발발했을 때, 클로드는 13살이었고. 가족들은 더글라스와 레실로부터 편지를 받았다. 두 형제는 제1오스트레일리아 황제군에 배속되어 갈리폴리 전역 때 안작 만에 상륙했다. 출스는 14살이 되던 해 학교를 떠날 수 있었으며 그는 나팔수로 육군에 입대 신청했으나 너무 어리다는 이유로 거절되었다.

## 해군 훈련
클로드의 아버지는 그에게 해군에 입대하기 위한 준비를 마쳤고, 1915년 4월 14살의 나이에 그는 해상훈련선인 TS 머큐리에 승선하게 되었다. 이 훈련선은 햄프셔 주 사우샘프턴 인근의 햄블 강에서 정박 중이었으며 HMS 가넷이라 알려진 HMS 프레지던트라 불리는 기숙선도 있었다. 머큐리 선의 지휘관은 크리켓 선수였던 C. B. 프라이였고, 때로 출스는 머큐리의 댄싱 팀이 있는 네틀리 병원으로 여행을 가기도 했다. 출스가 치른 시험은 그가 훈련선 HMS 임프레그너블의 상위 수업에 참석할 수 있는 기회를 부여했다. 이 훈련선은 플리머스의 데번포트 해군기지에 위치하고 있었다. 출스는 1916년 10월 그곳으로 전속되었고, 영국 해군 제국함대에 참가하기 직전의 마지막 훈련을 그곳에서 받았다.

## 해군 복무
1917년 10월 20일 출스는 전함 HMS 리벤지 (06)에 승선했다. 이 전함은 오크니 제도에 위치한 스카파 유수에 정박한 제1소함대의 기함이었다. 출스는 독일 체펠린에 맞선 전투에 참여했고, 1918년 11월 21일, 정전협정이 체결된 지 열흘 후 포스만에서 독일 제국해군이 항복하는 것을 지켜보았으며, 대양함대 자침을 목격하기도 했다.
1926년, 다른 11명의 왕립해군과 함께 출스는 플린더스 해군 창고로 여행을 떠났다. 그들은 런던에서 멜버른까지 6주 간 여행을 떠났으며, 이 여행에서 그의 부인이 될 에델 와일드구스를 만났다. 그녀는 빅토리아 리그와 관련된 업무를 수행하기 위해 오스트레일리아로 여행을 떠난 것이었다.. 출스는 오스트레일리아의 삶의 방식을 경험하고 이에 동의하게 되면서 영구적으로 왕립 오스트레일리아 해군으로 복무할 것을 결심한다.
그는 1931년 왕립 오스트레일리아 해군에서 떠나는 것을 허락 받았지만, 1932년 예비군으로 남아 있다가 다시 군에 들어와 대잠전과 어뢰전 관련 고급하사관이 되었다.그는 잉글랜드를 떠난 이후 다시는 돌아가지 않았다.
제2차 세계 대전 당시 출스는 웨스턴오스트레일리아 주에 위치한 프리맨틀 해군기지의 HMAS 루윈에서 어뢰 담당관으로 근무했다. 그는 오스트레일리아 대륙 서부를 담당하는 철거부 참모장으로 복무하기도 했다. 그는 일본이 오스트레일리아를 침공할 경우 프리맨틀 항을 태업시키고 관련된 유류 저장고를 폭파시키는 업무를 맡았다. 출스는 오스트레일리아 에스퍼런스에 설치된 독일 기뢰를 제거하는 작업에 참여하기도 했다.
출스는 제2차 세계 대전이 끝난 이후에도 왕립 오스트레일리아 해군에 남았으며 1956년까지 해군 조선소 경비대에서 근무했다. 당시 오스트레일리아 해군의 퇴역 나이는 50세였지만, 일반 병사들은 해군 조선소 경비대에서 55세까지 근무할 수 있었다.

## 사생활
출스와 그의 아내 에델은 76년 간 부부로 있었으며, 에델은 98세의 나이로 사망했다. 출스는 정전협정 기념식을 회피했는데, 그 이유는 그가 전쟁을 찬미하는 것을 싫어했기 때문이다. 그의 자서전 The Last of the Last가 2009년 퍼스에서 처음으로 출판되었으며, 주석이 달린 편집본이 2010년 영국 독자들을 위해 출판되었다.
2009년 8월 6일, 거의 시력과 청력을 잃은 출스는 여전히 정신적으로 건강했고, 여러 TV 인터뷰에 참석하기도 했다. 2010년 4월 출스의 딸 다프네 출스에딘저는 출스의 건강이 악화되어 더 이상의 인터뷰는 어려울 것이라고 말했다. 그는 2011년 3월 110세의 생일을 맞았다. 그는 여생을 퍼스 외곽의 살터 포인트에 있는 그레이스우드 호스텔에서 보냈다.

## 미디어
클로드 출스는 BBC 다큐멘터리인 더 라스트 토미 (2005)와 해리 패치 – 더 라스트 토미 (2009)에 등장했다. 그의 사후 오스트레일리아의 총리 줄리아 길라드는 "출스 씨와 그의 자손들은 우리가 잊지 말아야 할 자유를 위해 희생했습니다."라고 말했다.

## 죽음과 장례식
2011년 5월 5일에 출스가 사망했다. 그에게는 3명의 자녀와 11명의 손주, 그리고 22명의 증손주가 있었다. 그의 장례식은 2011년 5월 20일 프리맨틀에서 해군 장례식으로 치러졌다. 그의 장례식에는 웨스턴오스트레일리아 주의 콜린 배넛과 에릭 리퍼, 그리고 연방 국방부 장관인 스티븐 스미스가 참석했다. 출스의 아들인 아드리안이 추도 연설을 했다.
2011년 12월 13일 왕립 함대 조동사의 상륙함 RFA 라르그스 만이 HMAS 출스 (L100)으로 왕립 오스트레일리아 해군에게 인계되었다. 상륙함이 클로드 출스의 이름을 따 명명된 이유는 그가 제1차 세계 대전의 참전용사 중 마지막 생존자였기 때문이었다. 이 명명은 해군의 100주년을 기념하는 것의 일부로써, 등록된 항해사들의 복무를 인정하는 것이며, 출스가 영국과 오스트레일리아에서 복무했기 때문에 전함이 예전 영국 해군에서 활약했던 것도 기념하는 의미가 있다.
출스는 제1차 세계 대전에서 생존한 마지막 남성 참전 용사였고, 현역으로 복무한 마지막 참전 용사였다. 그의 죽음으로 플로렌스 그린만이 유일한 생존 참전용사가 되었다.

## 사후
2014년 4월 10일 퍼쇼어 의회는 출스의 이름을 따 거리를 지음으로써 그를 기리기로 했다.